# U.S. Highway 331
Der U.S. Highway 331 (auch U.S. Route 331 oder US 331) ist ein Highway, der auf 488 km Länge von Santa Rosa Beach in Florida bis Montgomery in Alabama verläuft. Der Highway ist eine Nebenroute des U.S. Highway 31.

## Verlauf

### Florida
Der Highway beginnt in Santa Rosa Beach als nördlicher Abzweig des U.S. Highway 98. Die Clyde B. Wells Bridge führt ihn sogleich über die Choctawhatchee Bay nach Freeport. Anschließend werden in DeFuniak Springs die Interstate 10 und der U.S. Highway 90 gekreuzt, bevor in Paxton die Grenze zu Alabama erreicht wird. Der Highway verläuft in Florida auf 80 km Länge.

### Alabama
Der erste Ort direkt hinter der Grenze ist Florala. Über Opp, Brantley und Luverne führt der Highway nach Montgomery, wo er in die gemeinsame Trasse der U.S. Highways 80 und 82 mündet. Der Highway verläuft in Alabama auf 163 km Länge.